# Kylotonn
Kylotonn ist ein französisches Entwicklungsunternehmen für Computerspiele. Das Studio ist spezialisiert auf Rennspiele. Seit 2018 ist es ein Tochterunternehmen des französischen Publishers Bigben Interactive.

## Historie
Kylotonn entstand aus 4X Studios, dem Entwicklungsteam des französischen Middlewareherstellers 4X Technologies (Phoenix3D-Engine). Das Studio wurde nach nur einer Veröffentlichung, dem Ego-Shooter Iron Storm, 2002 aufgelöst und das Kernteam arbeitete zunächst unter der Leitung von Roman Vincent als Entwicklungsabteilung von RVP Productions weiter. 2006 gründete Vincent zusammen mit Yann Tambellini Kylotonn Entertainment. Der erste Titel, Bet On Soldier, war ein geistiger Nachfolger zu Iron Storm. Kylotonn entwickelte die Phoenix3D-Engine unter der Bezeichnung Kt Engine weiter und verwendete sie seither für seine Spiele.
Zwischen 2011 und 2015 erschienen die Spiele des Studios unter dem Namen Kylotonn Games. 2015 übernahm Kylotonn die Weiterentwicklung der Rennspielserie World Rally Championship, den Vertrieb übernahm Bigben Interactive. Seither veröffentlichte das Unternehmen unter der Bezeichnung Kylotonn Racing. Im April desselben Jahres wurde in Lyon ein Zweigstudio eröffnet. Im Oktober 2018 gab Bigben Interactive an, im Zuge seiner Expansion Kylotonn übernommen zu haben. Zu diesem Zeitpunkt arbeiteten 80 Entwickler im Pariser Studio und 20 in Lyon. Im Monat zuvor hatte Kylotonn zusammen mit Bigben das Rennspiel V-Rally 4, eine Fortsetzung der Rennspielserie von Eden Games/Atari, veröffentlicht.

## Veröffentlichte Titel
- Bet On Soldier: Blood Sport (2005)
  - Bet On Soldier: Blood of Sahara (2006, Add-on)
  - Bet On Soldier: Blackout on Saigon (2006, Add-on)
- Speedball 2 Tournament (2007)
- Little Folk of Faery (2009)
- Cocoto Festival (2009)
- The Cursed Crusade (2011)
- Hunter’s Trophy (2011)
- Hunter’s Trophy 2: Europe (2012)
- Hunter’s Trophy 2: America (2013)
- Hunter’s Trophy 2: Australia (2013)
- Truck Racer (2013)
- Motorcycle Club (2014)
- WRC 5 (2015)
- WRC 6 (2016)
- H.U.N.T (2016)
- FlatOut 4: Total Insanity (2017)
- WRC 7 (2017)
- TT Isle of Man (2018)
- V-Rally 4 (2018)
- WRC 8 (2019)
- TT Isle of Man – Ride on the Edge 2 (2020)
- WRC 9 (2020)
- WRC 10 (2021)
- WRC Generations (2022)